# Erzmineral

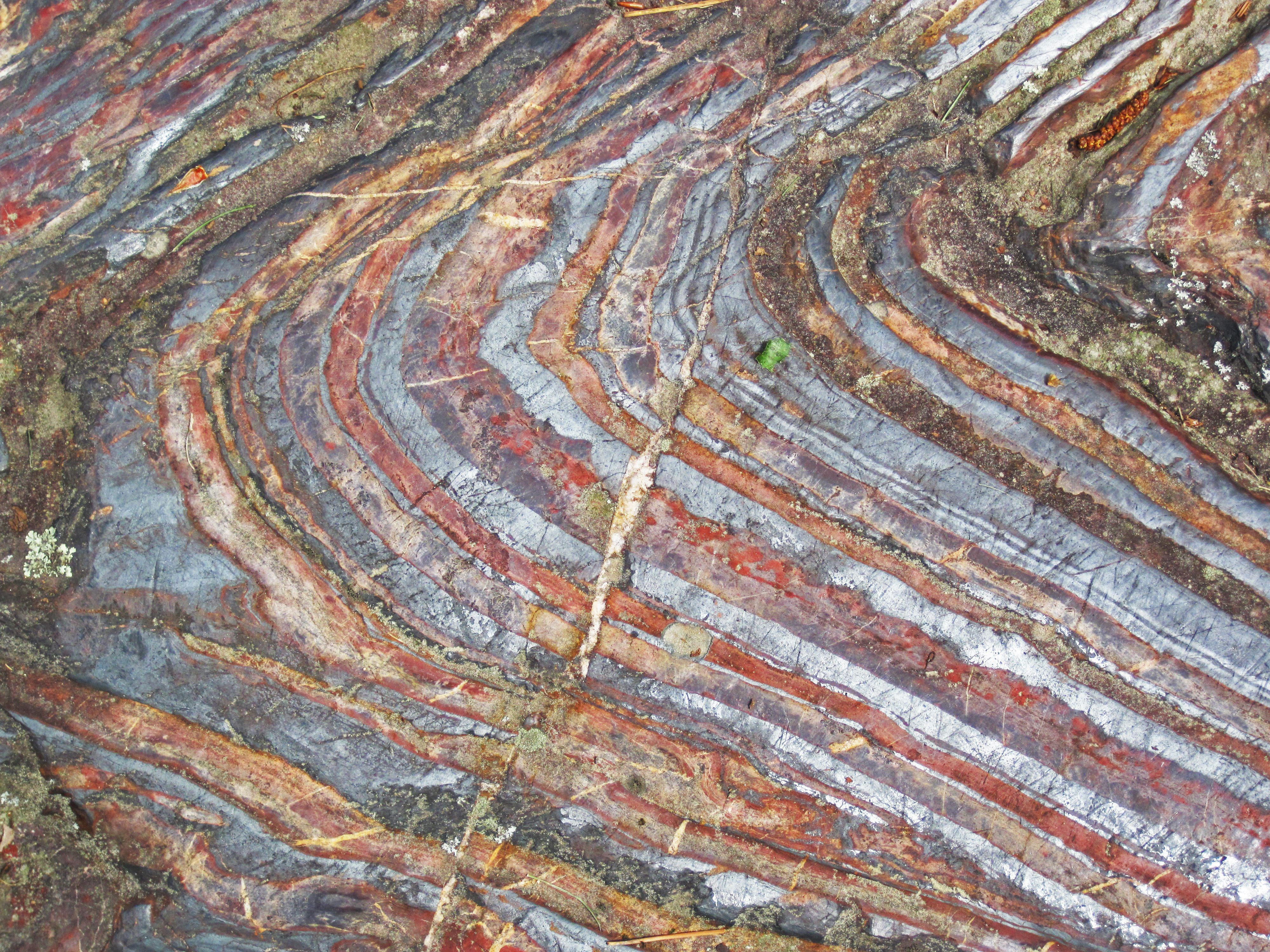
Anstehendes Eisenerz (Bändereisenerz, Minnesota), mit Magnetit als Haupterzmineral (graue Bänder) und Quarz als Gangart (helle und rote Bänder). Die roten Bänder enthalten auch Hämatit, der, sonst ein wertvolles Eisenerzmineral, kaum gewonnen werden kann, da er fein mit Quarz verwachsen ist (Breite des Bildausschnittes ca. 40 cm).

Erzminerale sind als Minerale mit hohem Metallgehalt die Träger der jeweils abbauwürdigen Wertstoffe eines Erzes.
Erzminerale sind zum Beispiel Kupferkies, Bleiglanz, Zinkblende und Magnetit, jeweils die Hauptträger von Kupfer, Blei, Zink und Eisen in vielen Erzlagerstätten.
Im bergmännischen Sprachgebrauch hängt es von verschiedenen Faktoren ab, ob ein Mineral als Erzmineral bezeichnet wird, da dasselbe Mineral in einer Lagerstätte als zu verwertendes Erzmineral und in einer anderen als nicht verwertbare Gangart gelten kann. So schreibt Hans Schneiderhöhn:

„Zum Beispiel ist Eisenspat in den meisten Blei-Zinkgängen kein Erzmineral. Auf Gängen vom Typus der Siegenländer Eisenspatgänge dagegen wohl.“

In der Petrologie sind Erzminerale meistens als opake, metallhaltige Minerale definiert, unabhängig davon, ob ihnen im jeweiligen Zusammenhang eine wirtschaftliche Bedeutung zukommt. So werden in diesem Zusammenhang Magnetit, Ilmenit und Magnetkies auch dann als Erzminerale bezeichnet, wenn sie, typischerweise in basischen Gesteinen, weit unterhalb wirtschaftlich interessanter Konzentrationen vorliegen, das Gestein also kein Erz ist.
Da sie opak (d. h. nicht bzw. nur z. T. durchsichtig) sind, müssen in Gesteinsdünnschliffen enthaltene Erzmineralkörner mithilfe der Auflichtmikroskopie („Erzmikroskopie“) bestimmt werden.